# Val Verde (fiktivní oblast)
Val Verde je název fiktivní země využívané filmovými tvůrci pro ztvárnění oblastí Jižní a Střední Ameriky bez rizika diplomatického nebo právního konfliktu. Obecně jde o španělsky mluvící stát jako např. Kuba nebo Nikaragua.

## Výskyt
Val Verde se vyskytuje v několika filmech a televizních programech:
- Bandolero (1968)
- Komando (1985) – Arius (Dan Hedaya) je samovládce Val Verde a chce po Matrixovi (Arnold Schwarzenegger), aby zabil současného prezidenta
- Predátor (1987)
- Supercarrier (1988)
- Smrtonosná past 2 (1990) – Generál Ramon Esperanza (Franco Nero) pochází z Val Verde
- Adventure Inc. (2003)